# Integrationsverket
Integrationsverket – były szwedzki urząd państwowy z siedzibą w Norrköping, utworzony 1 czerwca 1998, decyzją parlamentu z 1997 roku. Głównym zadaniem urzędu było planowanie i tworzenie polityki integracyjnej dla mniejszości narodowych w Szwecji. Urząd miał również za zadanie tworzenie i rozpowszechnianie informacji na temat postępów integracji mniejszości narodowych w społeczeństwie. Kolejnym zadaniem urzędu była pomoc dla gmin w których zamieszkiwali nowo przybyli imigranci.
8 marca 2007 roku szwedzki rząd podjął decyzję o likwidacji Integrationsverket. Urząd zlikwidowano 30 czerwca 2007.